# Souligné-Flacé
Souligné-Flacé is een gemeente in het Franse departement Sarthe (regio Pays de la Loire) en telt 688 inwoners (2005). De plaats maakt deel uit van het arrondissement La Flèche.

## Geografie
De oppervlakte van Souligné-Flacé bedraagt 16,4 km², de bevolkingsdichtheid is 42,0 inwoners per km².
De onderstaande kaart toont de ligging van Souligné-Flacé met de belangrijkste infrastructuur en aangrenzende gemeenten.

## Demografie
Onderstaande figuur toont het verloop van het inwonertal (bron: INSEE-tellingen).